# 奧林達 (夏威夷州)
奧林達（英語：Olinda）是位於美國夏威夷州茂宜縣的一個非建制地區。該地的面積和人口皆未知。

## 地理
奧林達的座標為20°48′00″N 156°17′00″W / 20.80000°N 156.28333°W，而該地的平均海拔高度為1082米（即3573英尺）。